# Cuno von Blanckensee
Friedrich Wilhelm Waldemar Cuno von Blanckensee  (* 5. November 1862 in Riesenburg; † 19. September 1938 in Stolp) war ein preußischer Generalmajor.

## Leben

### Herkunft
Er stammte aus dem neumärkischen Adelsgeschlecht von Blanckensee und war der Sohn des späteren preußischen Generalmajors Waldemar von Blanckensee und dessen Ehefrau Mathilde, geborene Krause.

### Militärkarriere
Nach seiner Erziehung im elterlichen Hause besuchte Blanckensee die Progymnasien in Diedenhofen und Saarburg sowie das Lyceum in Metz. Am 15. April 1883 trat er als Dreijährig-Freiwilliger in das Leib-Grenadier-Regiment (1. Brandenburgisches) Nr. 8 der Preußischen Armee in Frankfurt (Oder) ein. Hier wurde er Willisen am 13. November 1883 zum Portepeefähnrich ernannt und am 13. September des Folgejahres zum Sekondeleutnant befördert. Er avancierte weiter und wurde am 27. Januar 1899 unter Beförderung zum Hauptmann zum Chef der 11. Kompanie ernannt.
Blanckensee diente später u. a. im 8. Westpreußischen Infanterie-Regiment Nr. 175 und kommandierte während des Ersten Weltkriegs vom 23. März bis 17. August 1918 die 78. Reserve-Infanterie-Brigade, zuletzt als Generalmajor.